# Orchestra Sinfonica di Stavanger
L'Orchestra Sinfonica di Stavanger (norvegese: Stavanger Symfoniorkester, SSO) è un'orchestra sinfonica con sede a Stavanger, Norvegia. La sede principale della OSS è la Concert Hall di Stavanger (Stavanger konserthus), ed si esibisce nella sala da concerto Fartein Valen.
La Società Radiotelevisiva Norvegese fondò l'orchestra nel 1938 come la Stavanger musikerforenings orkester, per le trasmissioni radiofoniche. Il primo direttore artistico dell'orchestra fu il violinista Gunnar Knudsen, dal 1938 al 1945. Nel 1965 il nome dell'orchestra fu cambiato in Symfoniorkestret i Stavanger e di nuovo nel 1982 con il suo nome attuale.
Past artistic leaders of the orchestra have included Susanna Mälkki (2002-2005), and more recently the American conductor Steven Sloane (2007-2013).  In September 2011, the SSO announced the appointment of Christian Vásquez as its next chief conductor, effective with the 2013-2014 season, with an initial contract of 4 years.  In addition to its chief conductor, the SSO has appointed conductors with a formal principal responsibility for early music programming, including Frans Brüggen (1990-1997), Philippe Herreweghe, and since 2006, Fabio Biondi.
Direttori artistici del passato dell'orchestra hanno compreso Susanna Mälkki (2002-2005) e più recentemente il direttore americano Steven Sloane (2007-2013). Nel settembre 2011 la OSS ha annunciato la nomina di Christian Vásquez come il suo prossimo direttore principale, a valere con la stagione 2013-2014, con un contratto iniziale di 4 anni. Oltre al suo direttore principale, la OSS ha nominato direttori con una responsabilità principale formale per la programmazione della musica antica, tra cui Frans Brüggen (1990-1997), Philippe Herreweghe, e dal 2006, Fabio Biondi.
La OSS ha registrato commercialmente per etichette come la BIS Records, compresa la musica di Harald Sæverud, Geirr Tveitt e Fartein Valen.

## Direttori artistici e Capo Direttori
- Gunnar Knudsen (1938-1945)
- Karsten Andersen (1945-1963)
- Bjørn Woll (1963-1989)
- Alexander Dmitriev (1990-1998)
- Ole Kristian Ruud (2000-2002)
- Susanna Mälkki (2002-2005)
- Steven Sloane (2007–2013)
- Christian Vásquez (2013-attuale)

## Direttori della programmazione per la Musica Antica
- Frans Brüggen (1990-1997)
- Philippe Herreweghe
- Fabio Biondi (2006–attuale)